# Kaiserschmarrn

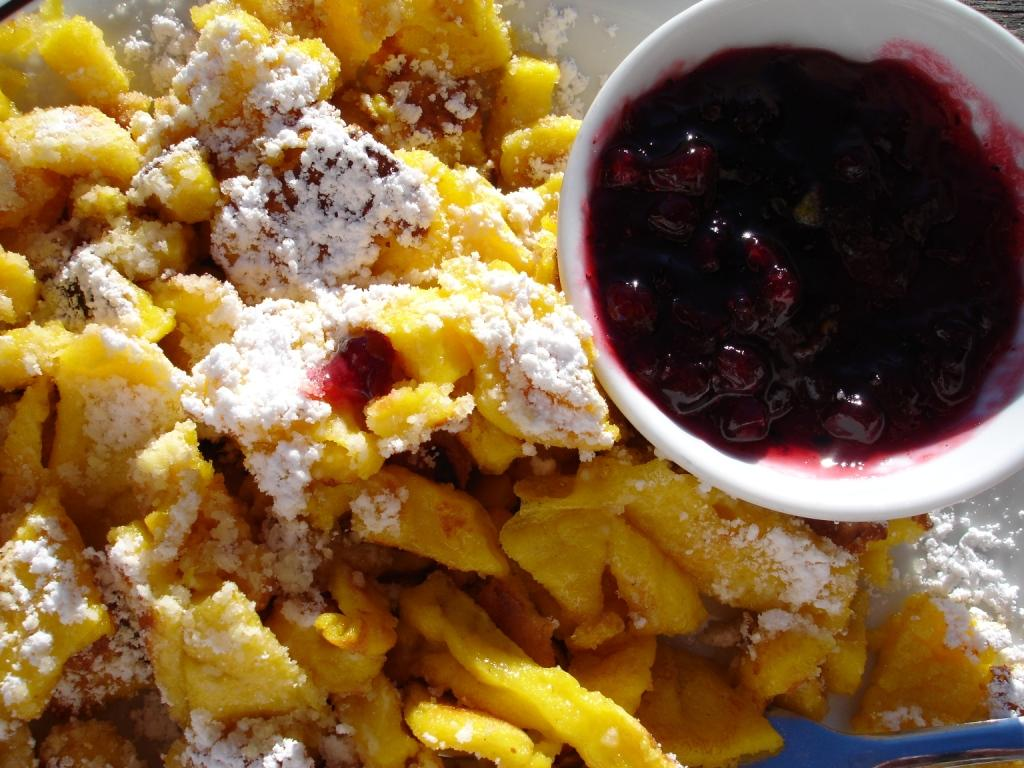
Kaiserschmarrn con mirtillo rosso

Il Kaiserschmarrn (dal tedesco Kaiser, cioè "imperatore", e Schmarr(e)n, "pasticcio", letteralmente "frittata dell'imperatore") è uno dei più famosi dessert austriaci, diffuso in tutta l'area dell'ex Impero austro-ungarico come anche nella Baviera.
È sostanzialmente una spessa crêpe spaccata che, in modo analogo all'altro dolce tipico altoatesino, gli Strauben, viene cosparsa di zucchero a velo e servita con confettura di ribes o di mirtilli oppure salsa di mele.

## La ricetta
Il Kaiserschmarren può essere preparato in vari modi. Di solito si separa l'albume dal tuorlo e lo si monta a neve; si monta il tuorlo con lo zucchero e quando è simile a crema si aggiunge pian piano la farina, un po' di latte, un pizzico di sale, uva passa e pinoli (facoltativi). Infine si unisce l'albume montato a neve e si versa in una padella dove si è fatto sciogliere un bel pezzo di burro. Nella padella l'impasto deve dorare bene ed è meglio che non sia alto più di un dito perché bisogna girarlo e tagliarlo con la forchetta mentre cuoce.
ingredienti per 4 persone
- 5 uova
- 50 grammi di zucchero
- 250 grammi di farina "00" passata nel setaccio
- ¼ litro di latte
- 1 pizzico di sale
- 1 manciata di uva passa
- 80 grammi di burro
- zucchero a velo
- confettura di mirtilli rossi (in latino vaccinium vitis-idaea o in tedesco Preiselbeeren).